# Liste des personnages du Cycle de Fondation

Dans son Cycle de Fondation, Isaac Asimov a imaginé de nombreux personnages de fiction, qui, s'ils n'ont pas tous une importance déterminante, développent tous une profondeur psychologique telle qu'on était en droit d'attendre de la part d'un auteur de science-fiction comme Asimov.

## Liste des personnages

### Arcadia Darell
Petite-fille de Bayta Darell et fille du Dr Toran Darell II, Arcadia - ou Arcady - est une jeune fille dans Seconde Fondation. Intelligente, elle réussit à s'embarquer dans le vaisseau spatial comme clandestine dans l'idée de trouver les membres de la Seconde Fondation. Manipulée par eux, elle finira par envoyer à son père ce qu'elle croit être le monde-repère de la seconde fondation : la planète Terminus. Finalement son action aura servi à protéger la seconde Fondation à son insu et à celle des autorités de Terminus.

### AgisXIV
Empereur qui accéda au trône après la chute de la junte militaire en 12 058 de l'Ére Galactique. Cousin au troisième degré, du côté de sa mère, de Cléon Ier. Il aimait être appelé l'« Empereur citoyen » et se lia d'amitié avec Hari Seldon, bien qu'il n'ait pas réussi à utiliser ses maigres ressources pour aider le projet de psychohistoire. Un empereur faible sans pouvoir réel ; contrôlé par le Parlement. Il affirme qu'il a été couronné contre sa volonté et qu'il a accepté parce qu'il était le seul à pouvoir hériter de la couronne de Cléon Ier.

### Ammel Brodrig
Conseiller influent de l'empereur Cléon II, il est envoyé auprès de Bel Riose pour le surveiller.

### Bail Channis
Jeune courtisan ambitieux du Mulet, il pense savoir où se situe la Seconde Fondation et s'y rend avec Han Pritcher.

### Bayta Darell
Historienne de la Fondation, elle participe avec son mari et Ebling Mis a la lutte contre le Mulet en se rendant sur Trantor pour trouver la Seconde Fondation.

### Bel Arvardan
Il y est fait une brève allusion dans le roman Fondation foudroyée. Lors de la recherche de la Terre, Janov Pelorat se souvient avoir parcouru un document très ancien dans lequel il était fait mention qu'un archéologue du nom de Bel Arvardan serait intervenu auprès de l'Empire afin que la Terre soit aidée à se débarrasser de sa contamination radioactive. Bel Arvardan est l'un des héros de Cailloux dans le ciel.

### Bel Riose
Général du Premier Empire Galactique, il a été le premier à affronter directement les forces de la Première Fondation. Soutenu par toute la puissance d'un empereur fort (Cléon II) dans un siècle de décadence, il ne peut infléchir le cours du plan Seldon, et échoue à la conquête de la Fondation. Celle-ci ne se tire pas sans pertes de cette campagne, mais elle prouve au reste de la galaxie qu'elle résiste désormais à toute attaque. Si Riose échoue, ce n'est pas à cause de ses talents de stratège ni de leadership (il était même un homme accompli dans ces deux domaines), mais pour avoir inquiété Cléon II, qui ne pouvait se permettre de voir des hommes de valeur prendre trop d'importance, car cela aurait signifié une menace pour lui et son trône.

### Chetter Hummin
Pseudonyme de R. Daneel Olivaw qui intervient dans L'Aube de Fondation.

### CléonIer
Empereur au moment de l'arrivée d'Hari Seldon sur Trantor, il est sous l'influence d'Eto Demerzel. Il meurt assassiné.

### CléonII
Dernier empereur ayant encore une certaine autorité.

### DagobertIX
Un des derniers empereurs, c'est un vieillard coupé de la réalité, qui règne depuis Néotrantor, sous la coupe de Jord Commasson.

### Dame Callia
Maitresse du seigneur de Kalgan apparemment sans influence, elle aide Arcadia Darell à s'enfuir.

### Dors Venabili
Elle est la protectrice et dernière femme de Hari Seldon.

### Ducem Barr
Patricien et ancien soldat de Siwenna trahi par l'Empire, il est contraint de collaborer avec Bel Riose en raison de ses connaissances sur la Fondation.

### Ebling Mis
Psychologue de la Première Fondation, il est tué sur Trantor par Bayta Darrell pour empêcher de révéler au Mulet la localisation de la Seconde Fondation.

### Elijah Baley
Ancienne connaissance de R. Daneel Olivaw. Il est cité comme une vieille légende de la terre.

### Eskel Gorov
Il est officiellement un Marchand de la Fondation, il est en réalité un Agent de la Fondation capturé sur la planète Askone et condamné à mort.

### Eto Demerzel
C'est en réalité un robot du nom de R. Daneel Olivaw, qui est premier ministre de l'empire. Il s'est donné pour mission la sauvegarde de l'humanité, et il considère que celle-ci doit passer par la psychohistoire, une science alliant sociologie et statistique. Il espère que grâce à cet outil Hari Seldon pourra orienter le cours futur de l'humanité.

### Fallom
Jeune Solarienne (hermaphrodite, mais Joie impose le féminin), elle accompagne malgré elle Golan Trevize et ses compagnons dans sa recherche de la Terre.

### Gaal Dornick
Contemporain de Hari Seldon, il a assisté à son procès. Mathématicien, il a fait partie du projet et a rédigé une biographie de son professeur.

### Golan Trevize
Habitant de Terminus qui dut supporter pendant un instant le poids de l'avenir de la galaxie tout entière.

### Han Pritcher
Militaire de Terminus, il résiste au Mulet, puis est converti par celui-ci et devient son général.

### Hari Seldon
Né sur la planète Hélicon, c'est un grand mathématicien qui inventa la psychohistoire, sous l'injonction d'Eto Demerzel, premier ministre et créa un plan afin de réduire le temps de transition entre le premier et le second Empire Galactique.

### Harlan Branno
La maire Branno est une personne énergique et réaliste qui dirige la planète Terminus. Dans Fondation foudroyée, elle envoie Golan Trevize à la recherche des mentalistes de la seconde Fondation, qu'elle croit toujours actifs.

### Hober Mallow
Le premier Prince Marchand, qui affronte la troisième crise.

### Homir Munn
Bibliothécaire de Terminus, il est envoyé sur Kalgan pour enquêter sur la Seconde Fondation.

### IndburIII
Maire de la Fondation après son père et son grand-père au moment de l'offensive du Mulet, c'est un bureaucrate qui jouit d'un pouvoir absolu.

### Janov Pelorat
Coéquipier de Golan Trevize dans sa quête de la Terre, c'est un historien de profession, expert en légendes et mythes.
Son but est de retrouver la Terre, planète des Origines.

### Joie
Joie est une Gaiënne, qui dispose en tant que telle d'un pouvoir psychique développé. Elle entre en relation dans Fondation foudroyée avec Golan Trevize et avec Janov Pelorat, dont elle devient l'amante. Elle accompagne ensuite Golan Trevize dans Terre et Fondation dans sa recherche de la planète originelle, le berceau de l'humanité : la Terre.

### Jole Turbor
Star du visicran, il participe à la conspiration du Dr Toran Darell II contre la seconde Fondation.

### Jord Commasson
Grand propriétaire terrien de Néotrantor, véritable maître du reste de l'Empire.

### Lathan Devers
Marchand indépendant, il espionne Bel Riose pour la Fondation.

### LepoldIer
Roi d'Anacréon, c'est un jeune prince plus intéressé par la chasse que par le gouvernement ; il est sous la coupe de son oncle Wienis.

### Lev Meirus
Premier ministre de Kalgan, il sert Stettin comme ses prédécesseurs. il conseille la prudence.

### Lewis Pirenne
Ce chercheur scientifique est élu président du conseil d'administration de la Fondation. À ce poste, il résiste aux initiatives politiques de Salvor Hardin.

### Le Mulet
Mutant doué de pouvoirs mentaux, il instaure une période d'instabilité dans le plan Seldon en conquérant la Première Fondation.
Il est originaire de Gaïa, tout comme Joie.

### Limmar Ponyets
Il est le Marchand de la Fondation qui obtient la libération d'Eskel Gorov en fournissant aux Askoniens un appareil capable de convertir le fer en or.

### Munn Li Compor
Ami de Golan Trevize, il dénonce ses intentions au maire Harlan Branno, qui l'envoie le suivre. Il s'agit en fait d'un agent (« observateur ») de la Seconde Fondation, au service de Stor Gendibal.

### Novi Sura
Jeune paysanne de Trantor, elle suit Stor Gendibal après l'avoir sauvé.
Novi Sura est en fait une espionne de Gaïa.

### Pelleas Anthor
Assistant du Dr Kleise, ancien collègue récemment disparu du Dr Darrell, il entre en contact avec celui-ci pour lutter contre l'influence de la Seconde Fondation.
Membre sacrifié de la seconde fondation

### Preem Palver
Premier orateur de la Seconde Fondation, en apparence un simple paysan de Trantor, avec sa femme il aide Arcadia Darell à fuir Kalgan.

### Quindor Shandess
Premier orateur de la Seconde Fondation depuis un long moment, il est convaincu par Stor Gendibal de l'existence d'« anti-mulets » qui influencent le plan Seldon.

### R. Daneel Olivaw
Premier Robot Humanoïde qui est construit pour être indiscernable d'un être humain.

### Raych Seldon
Enfant des rues du secteur de Dahl, il est adopté par Hari Seldon et Dors Venabili. Père de Wanda Seldon.

### Salvor Hardin
Premier maire de Terminus, il affronte les deux premières « crises Seldon », avec succès. Simple personnage politique représentant de la ville de Terminus (l'unique sur la planète) qui compte 1 million d'habitants 50 ans après sa colonisation, il va prendre le pouvoir de la planète.

### Stettin
Premier Citoyen de Kalgan et lointain successeur du Mulet, il entend conquérir la Fondation.

### Stor Gendibal
Jeune orateur de la Seconde Fondation, ambitieux et impopulaire parmi ses collègues, il entreprend de contrer les « anti-mulets » et part suivre Golan Trevize.

### Toran Darell
Mari de Bayta Darell, fils de marchands, il l'accompagne sur Trantor.

### Toran DarellII
Fils de Toran et Bayta, père d'Arcadia Darell, c'est un scientifique de la Fondation qui tente de contrer l'influence de la Seconde Fondation.

### Wanda Seldon
Petite-fille de Hari Seldon. Celui-ci lui confie la responsabilité de la Seconde Fondation, en raison de ses capacités de mentalisme.

### Wienis
Prince-régent d'Anacréon, oncle du roi, il tente de conquérir la Fondation.

### Yugo Amaryl
Brillant mathématicien autodidacte du secteur de Dahl, il assiste Hari Seldon dans la création de la psychohistoire.

## Articles liés
- Cycle de Fondation
- Liste des objets imaginés par Isaac Asimov agissant sur le cerveau
- Isaac Asimov